# コンサート・システム
コンサート・システム（英:concert system）とは国際レジームの形態のひとつ。大国間国際協調システムのこと。

## コンサート・システムとは
コンサート・システムとは、大国間における国際関係の安定を図るべく、各国の自主性を尊重しつつも、一定の規範やルールにより、国際秩序の維持を図るレジームのことをいう。ウィーン体制やワシントン体制がその好例である。安全保障の相互影響が及ぶすべての国家を取り込み、基本的な利益の一致が存在するとともに、相互の了解に基づき協調をとり、構成国は一方的な行動を控え、相手国の死活的な利益を侵さない行動原則をとるという。またその関係は協調的な勢力均衡によるといい、構成国の相互調整をしつつ、大国間の勢力を均衡化する。同レジームで一方的に武力行使された場合、対抗力を持たないため、同システムは崩壊することになる。
ロバート・ジャーヴィスは、このコンサート・システムが歴史的に３度現れたと述べている。